# Naoki Tanaka
Pour les articles homonymes, voir Tanaka et Naoki Tanaka (homme politique).
Naoki Tanaka (田中直樹, Tanaka Naoki), né le 26 avril 1971 à Toyonaka, est un acteur et humoriste  japonais. Il fait partie du duo comique Cocorico avec Shōzō Endō.
Il est marié à la tarento Shie Kohinata (小日向 しえ) et est père d'un jeune garçon. Il est connu pour avoir joué dans de nombreux films et émissions de télévision, notamment Downtown no Gaki no Tsukai ya Arahende!!.

## Émissions télévisées
- Gakkou no Sensei as Onodera Atsushi (TBS, 2001)
- Kaikidaisakusen (NHK, 2007)
- Loss Time Life Hero Show (Fuji TV, 2008)
- Reset as Anri (NTV, 2009)
- Kinoshita Bucho to Boku (NTV, 2010)
- Honjitsu wa Taian Nari (NHK, 2012)
- LIFE! jinsei ni sasageru conte (NHK, 2012)

## Filmographie
- Gyakkyou nine (2005)
- 2006 : The Uchōten Hotel (THE 有頂天ホテル, The uchōten hoteru?) de Kōki Mitani : Naosuke Iijima
- Forbidden Siren as Yutaka (2006)
- Argentine Hag as Mukai Mori (2007)
- Zenzen Daijobu (2007)
- Team Batista no Eiko (2008)
- Zebraman 2 (2010)
- Kaitou Sentai Lupinranger VS Keisatsu Sentai Patranger :  en Film (2018) - Herlock Sholmes